# الاستعمار الفرنسي للأمريكيتين

في الخريطة تمثل الأراضي الملونة بالأزرق:مناطق أمريكا الشمالية الخاضعة للسيطرة الفرنسية (1750).

بدأ الاستعمار الفرنسي للأمريكتين في القرن السادس عشر للميلاد واستمر على مدى قرون لاحقة.
أسست فرنسا خلال هذه المدة مستوطنات تابعة للإمبراطورية الفرنسية الاستعمارية في النصف الغربي للكرة الأرضية، ضمت عدة مناطق في أمريكا الجنوبية وشرق أمريكا الشمالية، بالإضافة إلى عدة جزر كاريبية.
شكلت هذه المستعمرات مصدرا مهما للعديد من المنتجات الأولية التي تم تصديرها في إتجاه فرنسا، اهمها الأسماك والسكر والفراء.
بعد ان ضم الاستعمار الفرنسي هذه الأراضي للامبراطورية الفرنسية الاستعمارية، أصبح لهذه الأخيرة موطئ قدم في مناطق العالم الجديد.فقامت بتأسيس الحصون وبناء المستوطنات، التي أصبحت فيما بعد مدنا ومجمعات سكنية كبيرة على غرار كيبيك ومونتريال في كندا؛ ديترويت، غرين باي، سانت لويس، كاب جيراردو، موبايل، بيلوكسي، باتون روج، ونيو أورليانز في الولايات المتحدة؛ بورت أو برانس، وكاب هايتيان في هايتي، كايين في غيانا الفرنسية وساو لويز في البرازيل.

## أمريكا الشمالية

### الخلفية الاستعمارية
وصل الفرنسيون إلى العالم الجديد بصفتهم مستكشفين لأراضي الهند الغربية، خلال حكم فرانسوا الأول ملك فرنسا، وذلك بهدف إستكشاف طرق مختصر  للرحلات التجارية نحو المحيط الهادئ ومن تم نحو دول آسيا، وأيضا من أجل ربط باقي المستعمرات.
في سنة 1524 ، قام فرانسيس بإرسال المستكشف الإيطالي جيوفاني دي فيرازانو دا فيرازانو لاستكشاف المنطقة الواقعة بين فلوريدا ونيوفاوندلاند، من أجل إيجاد طريق مختصرة نحو المحيط الهادئ.
أطلق فيرازانو على هذه المنطقة (المنطقة الواقعة بين إسبانيا الجديدة ونيوفاوندلاند الإنجليزية) إسمي فرانشيسكا ونوفا غاليا، وتم بالتالي ضمها إلى مناطق الإمراطورية الاستعمارية الفرنسية.

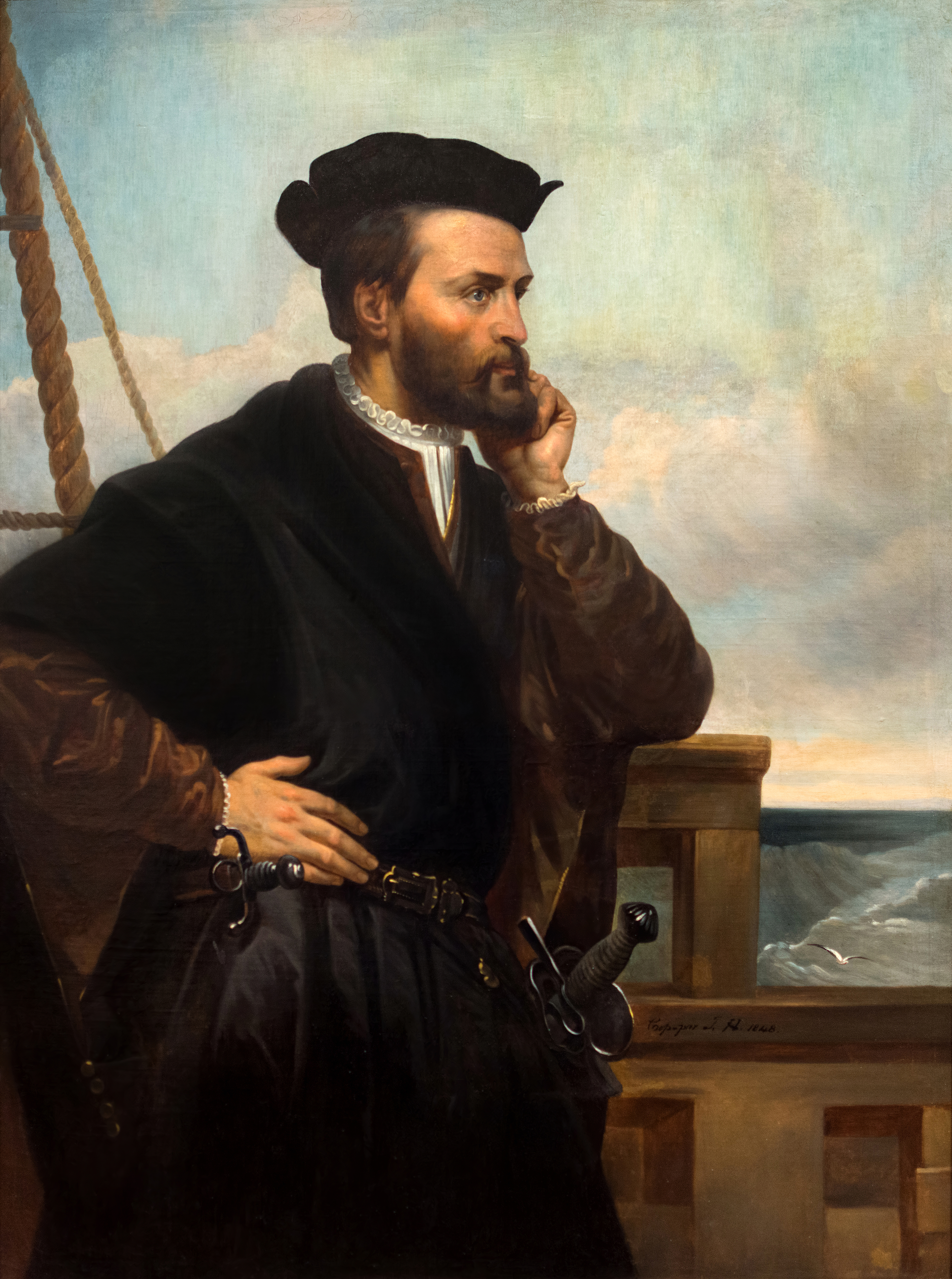
لوحة تمثل صورة جانبية للمستكشف جاك كارتييه ، من إنتاج الرسام ثيوفيل هامل (1844).

### بداية الاستعمار
في سنة 1534 قام فرانسيس الأول بتكليف البحار والمستكشف الفرنسي جاك كارتييه للقيام بأول رحلة بحرية إستكشافية من أصل ثلاث رحلات أخرى من أجل إستكشاف ساحل نيوفاوندلاند ونهر سانت لورانس.حيث قام بتأسيس مستعمرة فرنسا الجديدة على مفترق الطرق المطل على شاطئ شبه جزيرة غاسبي، حينها فشلت عدة محاولات أخرى لإنشاء مستوطنات فرنسية على أرض أمريكا الشمالية سواء بسبب الطقس أو المرض أو حتى الصراعات مع القوى الاستعمارية الأخرى.
كان الهدف من أول رحلتين للسيد كارتييه هو العثور على ممر مختصر  إلى الشرق، في حين أن الرحلة الثالثة التي بدأت في 1541 ، كان الهدف منها استكشاف مملكة ساغيناي الأسطورية وإنشاء مستعمرة فرنسية دائمة على ضفاف سانت لوغين.
في أغسطس 1541 ، قام كارتييه بإنشاء مستعمرة محصنة، أطلق عليها تشارلزبورغ رويال، في الموقع الحالي لحي كاب روج في مدينة كيبك.كما قام ببناء حصن ثان على جرف يطل على المستعمرة من أجل تحسين حمايتها، فكان الهدف هو توطين حوالي 400 مستوطن.
بعد أن قام بتوزيع المهام، ركب كارتييه في 7 سبتمبر مع بعض مرافقيه قاربا للاستطلاع، وتوجهوا بحثا عن مملكة ساغيناي الأسطورية، بيد أن الطقس السيئ والمنحدرات منعتهم من الوصول إلى نهر أوتاوا.
عاد كارتييه إلى مستعمرة تشارلزبورغ رويال ليجدها في صراع من أجل البقاء فبعد فصل شتاء صعب، أدرك كارتييه أن هناك نقص واضح في الموارد وايضا في اليد العاملة الواجب توفرها من أجل بناء وحماية الحصن الفرنسي وأيضا من أجل العثور على مملكة ساغيناي.لذلك قرر العودة إلى فرنسا في يونيو من سنة 1542 .
تولى سيور دي روبرفال بعده قيادة تشارلزبورغ رويال، لكنه هو الآخر قرر التخلي عنها في العام التالي، بسبب انتشار الأمراض، وسوء الاحوال الجوية وأيضا بسبب عداء المواطنين اليائسين من الوضع المزري للمستوطنة.
ظل الموقع الدقيق لهذه المستعمرة لغزا حير المؤرخين على مدى سنوات، إلى أن إكتشف علماء الآثار في أغسطس 2006 بقاياها تعود لها  ، بما في ذلك طبق ربما يعود إلى روبرفال نفسه.
في سنة 1562 تركت مجموعة صغيرة من القوات الفرنسية في جزيرة باريز بولاية كارولينا الجنوبية من اجل بناء حصن تشارلز، لكنها سرعان ما غادرت الجزيرة، بسبب انعدام الإمدادات من فرنسا بعد أن أمضت بها حوالي السنة.
أسس الفرنسيون في 22 يونيو 1564  ، مستعمرة فورت كارولينا في منطقة جاكسونفيل (فلوريدا)  ، لكنها لم تعمر طويلا حتى دمرها الاسبان.

### فلوريدا الفرنسية

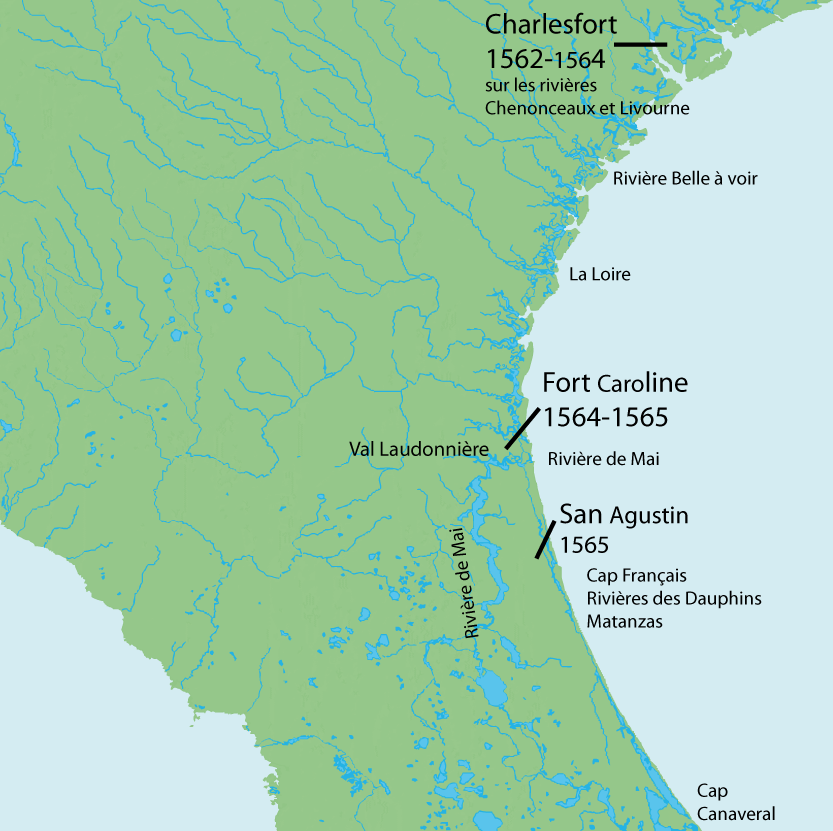
خريطة فلوريدا الفرنسية.

أرسل تشارلز التاسع في سنة 1562، تحت دفعة الأدميرال غاسبارد دي كوليغني، مجموعة من مستوطني هوجنوت بقيادة الرحالة الفرنسي جان ريباولت من أجل محاولة استعمار ساحل المحيط الأطلسي، وتأسيس مستعمرة فرنسية على أرضها تحت اسم فلوريدا الفرنسية.فقامو بعد ذلك باستعمار مدينة بورت رويال وجزيرة أخرى، سميت في وقت لاحق جزيرة باريس، كما قاموا أيضا ببناء حصن تشارلزفورت في كارولينا الجنوبية.
تحركت المجموعة، تحت قيادة رينيه غولين دي لودونيير، جنوب حيث أسسو فورت كارولين على ضفة نهر سانت جونز (فلوريدا) في 22 يونيو 1564.
وهذا يزعج الاسبان الذين يطالبون بفلوريدا ويعارضون المستوطنين البروتستانت لأسباب دينية.في 1565 ، قاد بيدرو مينينديز دو أفيليس مجموعة من الاسبان وأسس سانت أوغسطين، على بعد 60 كيلومترا جنوب فورت كارولينا.و خوفا من هجوم إسباني، فكر ريبوت في نقل المستعمرة، لكن عاصفة مفاجئة دمرت أسطوله.
في 20 سبتمبر 1565، هاجم الإسبان بقيادة ميننديز دو أفيليس، مستعمرة كارولين وذبحوا مستوطنيها، بما فيهم جان ريبوت.

### فرنسا الجديدة: أكاديا وكندا

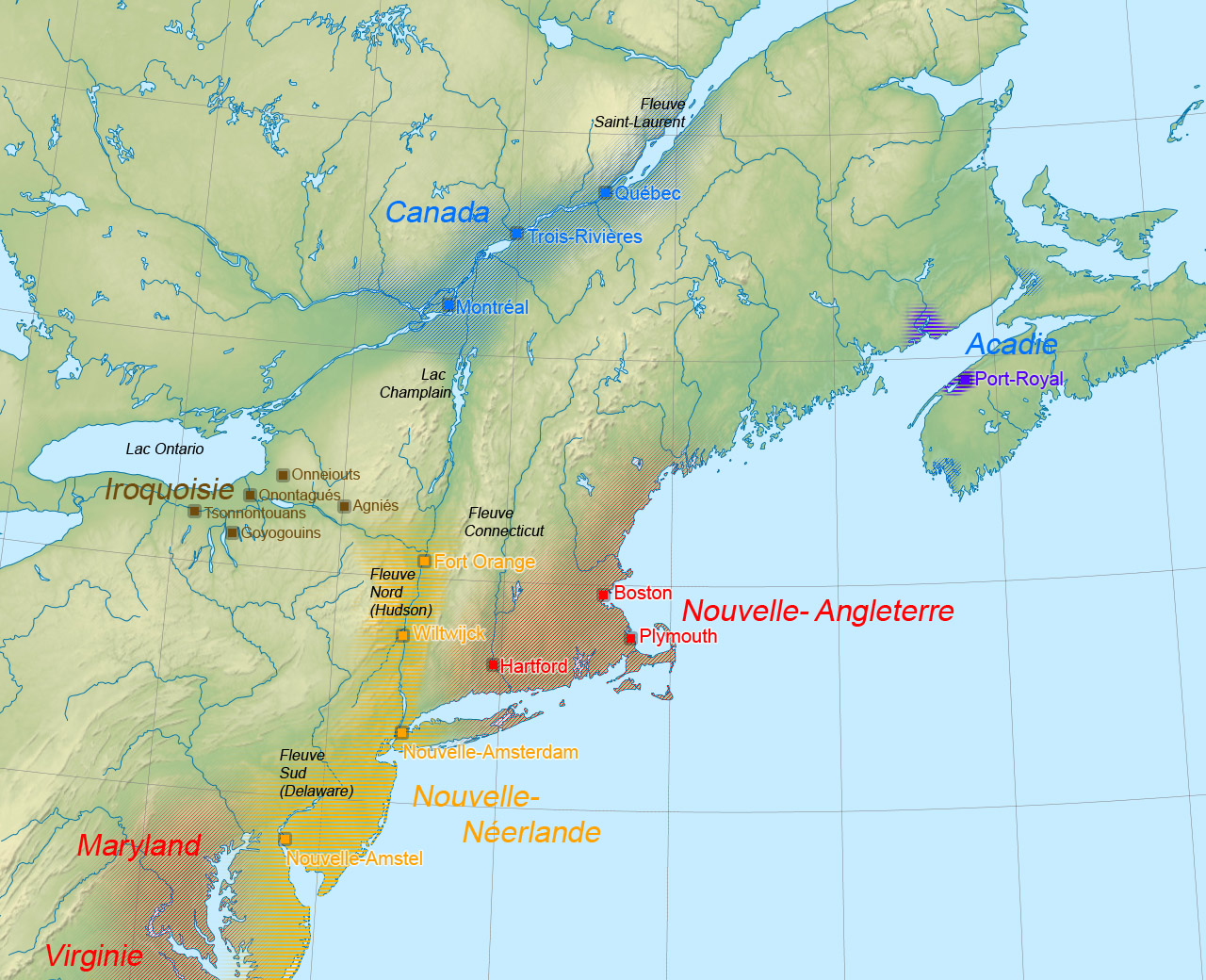
الخريطة السياسية للأراضي الشمالية الغربية لأمريكا الشمالية سنة 1664.

تركز الاهتمام الفرنسي بمستعمرات فرنسا الجديدة في المقام الأول على صيد الأسماك في من خلال المخزونات الهائلة التي توفرها منطقة غراند بانكس على الساحل الجنوبي الشرقي لولاية نيوفاوندلاند الكندية.لكن هذا الاهتمام سرعان ما تحول في أوائل القرن السابع عشر، لتصبح فرنسا أكثر اهتماما بتجارة الفراء القادم من مستعمراتها الجديدة.
في سنة 1600 ظهرت لأول مرة في النصف الغربي للكرة الارضية فكرة تأسيس موقع تجاري استعماري في بلدة تادوساك (كيبك) ، بهدف التصدير نحو فرنسا.و بعد حوالي  أربع سنوات من ذلك، قام صمويل دو شامبلان برحلته الأولى إلى فرنسا الجديدة في مهمة تجارية للفراء.
على الرغم من عدم توفره على تفويض رسمي خلال هذه الرحلة، قام شامبلان برسم خريطة لنهر سانت لورانس، وعند عودته إلى فرنسا كتب تقريرا بعنوان متوحشون  (التقرير يتمحور حول إقامته في قبيلة مونتاجنيس السكان الأصليون لشرق شبه جزيرة لبرادور على مقربة من تادوساك).
وشارك شامبلان، بعد ان كلفه هنري الرابع بعمل تقارير عن اكتشافاته، شارك شامبلان في بعثة فرنسية أخرى في إتجاه فرنسا الجديدة في ربيع عام 1604 ، تحت قيادة بيير دوغوا، ساعد أثناء هذه البعثة في توطين جزيرة سانت كرويكس، أول مستوطنة فرنسية في العالم الجديد، التي تم التخلي عنها في الشتاء التالي.
إلى جانب ذاك أسست البعثة التي ضمت شامبلان مستعمرة فرنسية أخرى هي  بورت رويال.
في سنة 1608 أسس شامبلان مركزا تجاري (مركز استعماري) لتصدير الفراء، أصبح في ما بعد  مدينة كيبك، هذه الأخيرة التي أصبحت عاصمة لفرنسا الجديدة.بالموازات مع ذلك نجح شامبلين في إقامة عدة تحالفات بين فرنسا وقبيلتي هورون وأوتاوا الهنديتين لمواجهة أعدائهم التقليديين، المتمثلين في قبائل إيروكواس (وهو اتحاد لخمس قبائل من منطقة البحيرات العظمى).
واصل شامبلين برفقة رحالة فرنسين اخرين استكشاف أمريكا الشمالية، باستخدام قارب الكانو المصنوع من لحاء شجر القضبان، الذي مكنهم من عبور البحيرات العظمى وروافدها بسرعة.و بحلول عام 1634 ، كان المستكشف الفرنسي جان نيكوليه قد توغل عميقا داخل أراضي أمريكا الشمالية من جهة الغرب ووصل إلى ما يعرف حاليا بولاية ويسكونسن الأمريكية.
في سنة 1929، احتل الإنجليز تحت قيادة الإخوة كيرك مدينتي كيبيك وأكاديا، واستمر هذا الاحتلال إلى سنة 1632.فتم خلال هذه المدة سجن شامبلين، الشئ الذي أدى إلى إفلاس  شركته.
عقب توقيع معاهدة سان جيرمان أون لاي مع إنجلترا، استأنفت فرنسا احتلالها لمستعمرة فرنسا الجديدة (كيبك) في 1632 ، ثم قامت بتأسيس مدينة تروا ريفيير سنة 1634 .
في سنة 1642 ، أسس جيروم لو روير،سيور دو لا دوفيرزير مدينة مدينة ماري (أو ما يسمى الآن بمدينة مونتريال)، التي كانت حينها مجرد حصن للحماية ضد هجمات الإروكواس (أول حرب كبيرة مع  الإيروكواس استمرت من سنة 1642 إلى سنة 1667).
بالرغم من التوسع السريع للإمراطورية الفرنسية الاستعمارية على أرض أمريكا الشمالية، كان تطور المستعمرات يسير ببطء شديد، بسبب الأمراض والحروب مع الإروكواس التي كانت آن ذاك أهم أسباب الوفيات في المستعمرة الفرنسية.
في سنة 1663 ، وعندما أنشأ لويس الرابع عشر الحكومة الملكية، لم يتعدى عدد سكان فرنسا الجديدة عتبة 2500 نسمة أغلبهم قدم من أوروبا. في تلك السنة بالضبط، ولزيادة عدد السكان قام لويس الرابع عشر بإرسال ما بين 800 و 900 من بنات الملك (King's Daughters) ليصبحوا زوجات للمستوطنين الفرنسيين. في سنة 1674 ، وصل عدد سكان فرنسا الجديدة حوالي 7000 نسمة، ثم إلى 15000 سنة 1689.
واجهت المستوطنات الفرنسية في أراضي فرنسا الجديدا حروبا طاحنة بشكل مستمرة بين سنة 1689 إلى 1713 . حيث واجهوا الإنجليز في حرب التسع سنوات ما بين 1689 و1697 .
استمرت الحرب ضد الإروكواس حتى بعد توقيع معاهدة ريسويك (1697)، لكنها سرعان ما توقفت مطلع سنة 1701 ، حيث اتفق الطرفان على إقامة السلام بينهم.
اسئنفت من جديد الحرب ضد الإنجليزية خلال حرب الخلافة الإسبانية.
تصدت مدينة كيبيك بنجاح للهجمات الإنجليزية خلال سنتي 1690 و1711 ، كما تمكنت أيضا من إحباط هجمات البحرية البريطانية.
في وقت لاحق إستغل البريطانيون فرصة الحرب العالمية الثانية. وقامو بتوقيع معاهدة أوترخت التي أجبرت فرنسا سنة 1713 على التنازل عن أكاديا (كان عدد سكانها آن ذاك حوالي 1700 نسمة)، ونيوفاوندلاند وأيضا خليج هدسون لصالح بريطانيا العظمى.
في ظل المجلس السيادي، تسارعت وثيرة إعمار المستعمرة بشكل أكبر، بالرغم من ذلك ظلت أقل من المعدل الذي تسير به المستعمرات الثلاث عشرة جنوبا والخاضعة للسيادة البريطانية.
بحلول منتصف القرن الثامن عشر، تطورت ساكنة فرنسا الجديدة لتصل إلى حولي 60000 نسمة، في وقت بلغ فيه عدد سكان المستعمرات البريطانية أكثر من مليون نسمة.الشئ الذي وضع المستعمرات الفرنسية في موقف ضعف من حيث عدد الجنود بالنسبة للساكنة، خاصة في مواجهة المستعمرات البريطانية ذات الأسبقية العددية.نتيجة لذلك سرعان ما استؤنفت حرب المستعمرات مطلع 1744 واستمرت إلى غاية سنة 1748 .
في سنة 1754 ، إندلعت حرب أخرى نهائية وحاسمة تلقى خلالها الفرنسيون مساعدة من حلفائهم الهنود الأمريكيين، لكن الإنجليز كانو في كثير من الأحيان يفوق الفرنسيين من حيث العدد في ساحات القتال.
في أكاديا،(التي سميت باسم نوفا سكوشا)، بلغ عدد السكان من أصل فرنسي أكثر من 15000 نسمة بحلول سنة 1755.في تلك السنة، طالب الحاكم البريطاني بأن يقسم كل الأكاديون وفائهم لبريطانيا العظمى، لكن معظمهم رفض ذلك، الشئ الذي دفع بريطانيا إلى ترحيلهم من المستعمرة.
في سبتمبر 1759 ، حاصر البريطانيون بقيادة اللواء جيمس وولف منطقة كيبيك، ودام الحصار عشرة أسابيع .حاول خلالها الفرنسيون بقيادة الماركيز لويس جوزيف دو مونتكالم على أقليتهم الدفاع عن أنفسهم في مواجهة البريبطانيين، لكن القوات البريطانية رفعت من حدة الهجمات وقامت بصعود منحدرا قريبا لمحاربة الفرنسيين في سهول أبرهام بالقرب من كيبيك، فقام الأسطول البريطاني بقصف المدينة، وفاز في الأخير مستغلا تفوقه العددي والتكتيكي .
في سنة 1760 ، هاجم البريطانيون مونتريال وقامو بمحاصرتها من كل الجهات، ما أدى إلى استسلامها دون قتال.وكنتيجة لذلك أصبحت الهزيمة الفرنسية رسمية، ما دفع بفرنسا نحو توقيع معاهدة باريس سنة 1763 ، خسرت على إثرها إمبراطوريتها الاستعمارية الأولى، مقابل السلام الدائم.

### فرنسا الجديدة: لويزيانا

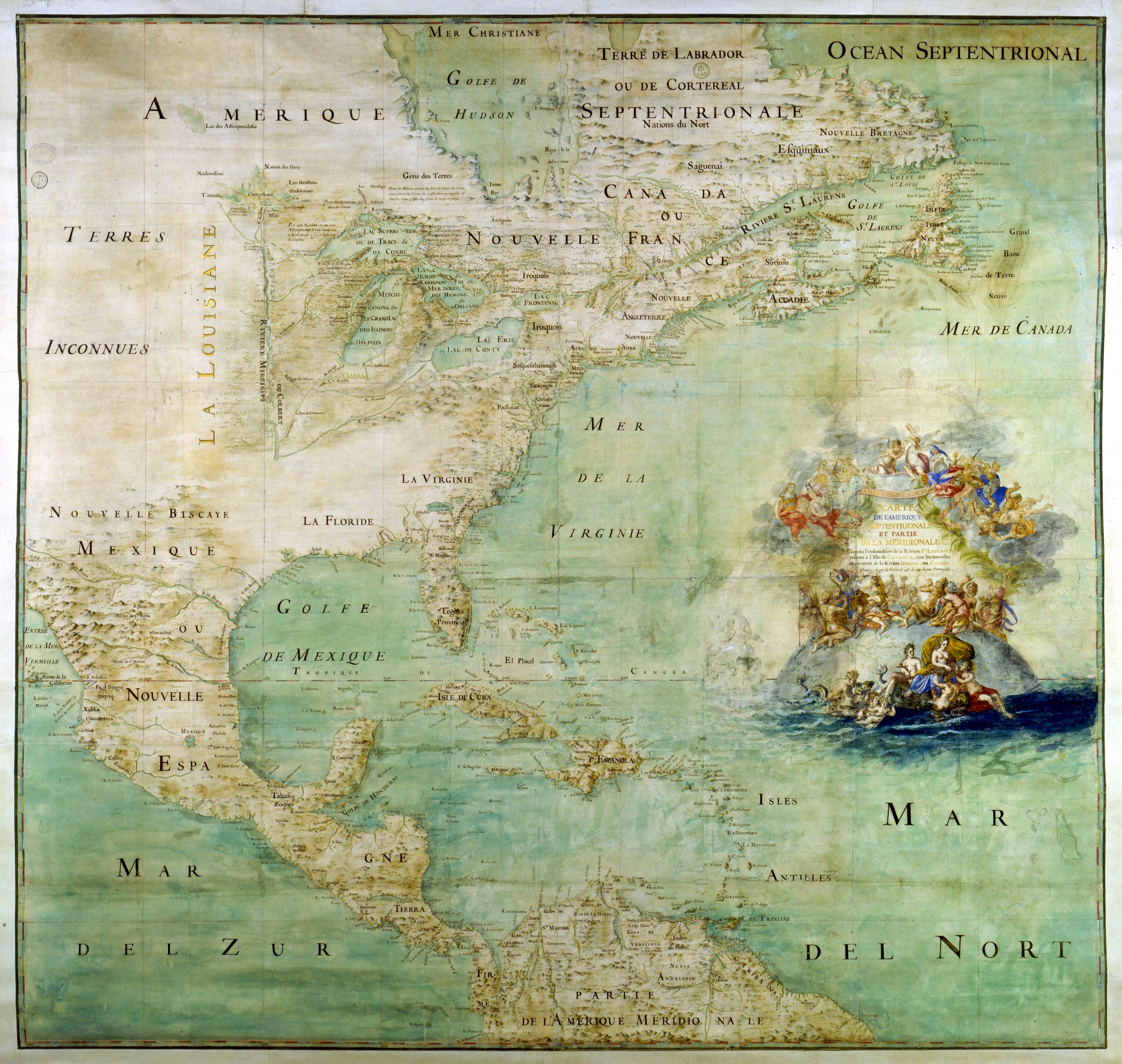
خريطة أمريكا الجنوبية خلال القرن

في 17 مايو من سنة 1673 ، بدأ المستكشفان الفرنسيان لويس جولييه وجاك ماركيت إستكشافهم لنهر المسيسيبي (النهر العظيم)، فوصلو أخيرا إلى مصب أركنساس، ثم عادو ادراجهم، بعد أن علموا  بتدفقه نحو خليج المكسيك وليس نحو بحر كاليفورنيا (المحيط الهادئ).
في سنة 1682 ، قام الرحالة الفرنسي روبير دو لا سال رفقة الإيطالي هنري دو تونتي بدورهما بالإبحار نزولا على طول نهر الميسيسيبي في إتجاه الدلتا.انطلق المستكشفان في البداية من حصن كريفيكوور الواقع على ضفاف نهر إلينوي، برفقة 23 فرنسي و 18 من الهنود الأمريكيين  ، ووصلو إلى منبع نهر المسيسيبي في أبريل 1682، حيث أقاموا صليبا هناك.
انطلقت الحملة من جديد قاطعة نفس الطريق نحو كندا.في نفس الوقت عاد لا سال  إلى فرساي، هناك أقنع وزير البحرية لمنحه قيادة لويزيانا، فأشار له بقربها إلى إسبانيا الجديدة من خلال خريطة كان قد رسمها  ظهر فيها نهر المسيسيبي أبعد قليلا نحو الغرب مقارنة بمساره الفعلي.
قام لا سال في وقت لاحق بحملة بحرية تضم أربع سفن و 320 مهاجرا  ، لكن هذه الحملة تحولت إلى كارثة، حيث فشل في العثور على دلتا المسيسيبي وتم اغتياله في سنة 1687.
في 1698، غادر سيور د إبرفيل لا روشيل وإتجه نحو إستكشاف منطقة مصب نهر المسيسيبي.فتوقف بين "إزل أو شا"و إزل سورج في 13 فبراير 1699 ، قام بعدها بإكمال إستكشافاته نحو البر الرئيسى وصولا إلى بيلوكسي، رفقة شقيقه جان باتيست لو موين.
حيث بنى هناك قلعة مستقرة أطلق عليها اسم موريباس(سميت في وقت لاحق بيلوكسي القديمة)، قبل أن يعود في النهاية إلى فرنسا.
حكم سيور د إبرفيل لويزيانا بين سنتي 1699 و1702 .خلفه فيما بعد شقيقه الذب أصبح حاكما للويزيانا بين 1702 و1713 .كما تسلم الحكم مرة أخرى من 1716 إلى 1724 ، ثم من 1733 إلى 1743.
في عام 1718 ، أمر سيور د إبرفيل بإرسال بعثة فرنسية إلى لويزيانا، وقام بتأسيس مدينة نيو أورليانز، بتقدير من وصي العرش، دوق أورليانز (فيليب دي أورلينز).
في القرن الثامن أيضا استمر الاستكشاف الفرنسي للنصف الغربي للكرة الأرضية.
في عام 1714 ، سافر لويس جوشيريو من
سانت دينيس عبر النهر الأحمر وصولا  إلى ريو غراندي.وفي العام نفسه، أبحر إتيان فينيارد دو بورغمونت في نهر ميزوري.
في سنة 1721، قطع جان بابتيست بينارد دو لا هارب نهر أركنساس مستكشفا أراضي شعبالكادو الهندية.
في سنة 1738، أصبح تاجر الفراء بيير دو لا فيرندري أول أوروبي يدخل داكوتا الشمالية ومانيتوبا.
في عام 1739 ، تمكن بيير وبول ماليت من اكتشاف سلسلة من الجبال فالمياه التي تقع بالقرب من منبع نهر بلات، الذي أطلق عليها  الأمريكيون الهنود اسم «الروكيز»، ليصبحوا أول أوروبيين قدمو تقارير عن هذه السلسلة  الجبلية الغير المستكشفة.
ظلت لويزيانا خاضعة لفرنسا حتى عام 1762 ، عندما تم التنازل عنها لصالح إسبانيا كتعويض عن خسارة إسبانبا لفلوريدا.مع ذلك، ظلت المستعمرة تابعة ثقافيا لفرنسا، حيث استقطبت نحو 4000
أكاديين طردوا من مستعمرتهمفي 1755 ، ولا يزال العديد من أحفادهم يعيشون في المنطقة المعروفة باسم أكاديان لغاية اللحظة.
في 1أكتوبر 1800 ، وقعت فرنسا معاهدة سان إلديفونسو مع إسبانيا تم بموجبها التنازل عن غرب لويزيانا ونيو أورليانز لصالح فرنسا في مقابل دوقية بارما، وقد وقعت المعاهدة سرا.
في يناير 1803 ، أعاد ملك إسبانيا لويزيانا إلى فرنسا.لكن ومع ذلك، قرر نابليون الأول عدم الحفاظ على هذا الإقليم الهائل، إذ وبسبب فشل بعثة سانت دومينغووكذلك انهيار السلام مع المملكة المتحدة، قررت فرنسا ببيع لويزيانا إلى للولايات المتحدة الأمريكية في إطار ماسمي صفقة لويزيانا في شهر أبريل من سنة 1803 .

## جزر الأنتيل
أول محاولة غير الإسبانية لاستعمار جزر الأنتيل، كانت على جزيزة سانت كيتس، أين أقام اللاجئون اليسوعيون الفرنسيون القادمين من مدينة دييب بلدة صغيرة على الساحل الشمالي للجزيرة، أطلقو عليها اسم دييب سنة 1538 .لكن مباشرة بعد بضعة أشهر من تأسيسها، تعرضت المدينة للنهب من طرف الإسبان وتم طرد جميع السكان خارج المدينة.فيما بعد وطوال القرن السادس عشر لم تحاول فرنسا أبدا استعمار المنطقة.
في عام 1625 ، جاء المغامر النورماندي بيير بيلان دو إسنامبوك، والذي بدأ مطاردته لإحدى السفن الحربية الإسبانية، إلى أن وصل إلى مرحلة استولى فيها على سانت كريستوف، بعد عامين من وصول الإنجليزي الذين كانو قد أسسو مستعمرة عليها.نتيجة لذلك نشبت حرب تنازع طويلة دامت زهاء قرن من الزمن بين الفرنسيين والإنجليز بشان حيازت  سانت كريستوف .
عاد بيلان إسنامبوك إلى فرنسا في سنة 1626 ، أين حصل على دعم ريشيليو بشأن احتلاله للجزر التي لم يحتلها المسيحيون من قبل، ويضمها لسانت كريستوف (تجمع جزر أمريكا في 1635)، التي أسسها سنة 1625 . كما استولى في الفترة الممتدة بين 1625 و 1635 على كل من جزيرة مارتينيك، وجزر غوادلوب، وجزيرة ماري غالانت كذلك .ليؤسس في ما بعد مدينة سانت بيير في جزيرة مارتينيك التي أصبحت أول مستوطنة فرنسية دائمة في جزر الهند الغربية.
أقام إسنامبوك في سنة 1629 مستعمرة فرنسية على جريرة السلاحف، كمرحلة أولى في طريقه لاستعمار سانت دومينغو.
في عام 1648 ، ومع نهاية حرب الثمانين عاما، ترك الاسبان جزيرة سانت مارتن، التي استخدموها كقاعدة خلال الحرب.و سرعان ما استولى عليها المستوطنون الفرنسيون والهولنديون معا، فبدل الدخول في قتال وافقوا الطرفان على توقيع معاهدة كونكورديا التي قسمت الجزيرة بين البلدين؛ هذا التقسيم الذي لا يزال موجودة لحدود اليوم .
في سنة 1651 ، إنتقل مجموعة من المستوطنين الفرنسيين من من جزيرة مارتينيك صوب سانت لوسيا بقيادة دو روسيلان، هذا الأخير الذي حكم الجزيرة حتى وفاته في سنة 1654 .فيما بعد طالب الكابتان توماس وارنر، ابن حاكم سانت كريستوفر كريستوف بالجزيرة لصالح إنجلترا سنة 1664.
استولت فرنسا على جزيرتي سانت بارتيليمي وسانت كروا على التوالي في سنتي 1648 و1650 .خلال القرن الثامن عشر، باعت فرنسا جزيرة سانت كروا لمملكة الدنمارك سنة 1733 ، وسانت بارثولوميو للسويد سنة 1784.
في وقت مبكر من سنة 1625 ، استخدم المقاتلون الفرنسيون جزيرة السلاحف، بالقرب من ساحل هيسبانيولا، كقاعدة عسكرية ضد الإسبان.و على الرغم من أن الاسبان دمروا مستعمراتهم عدة مرات، إلا أنهم كانو يعودون في كل مرة ويبنونها من جديد.رسميا تأسس أول استعمار على جزيرة السلاحف انطلاقا من عام 1659، تحت إمرة لجنة كان قد بعث بها لويس الرابع عشر إلى الجزيرة.
في سنة 1664 استحوذت شركة الهند الغربية الجديدة على هذه المستعمرة، التي أطلق عليها فيما بعد اسم سانت دومينغو، بالموازات مع ذلك طالبت فرنسا بالجزء الغربي لجزيرة هيسبانيولا .لتقوم إسبانيا سنة 1697 وبموجب معاهدة ريسويك بمنح هذا الجزء من الجزيرة لفرنسا.
زار المبشرون والمستوطنون الفرنسيون جزر دومينيكا وسانت فينسنت في وقت مبكر من سنة 1635 ، بسبب الصراع مع منطقة الكاريبي سنة 1660 ، قررت فرنسا وإنجلترا أنه ينبغي التخلي عن استعمارهما للجزيرتين.ليعلن في وقت لاحق من القرن التالي قيام "دومينيكا المحايدة"، لكن وبالرغم من ذلك بقيت موارد الجزيرتي الطبيعية جذابة في نظر المستعمرين السابقين، حيث وصلت في بداية القرن الثامن عشر العديد من البعثات البريطانية والفرنسية إلى سواحل الجزيرتين، بغرض حصد خشب أشجار هذه الجزر، وإقامة المزارع.

## الصراعات الاستعمارية
شهدت جزر الهند الغربية العديد من الصراعت القاتلة بين فرنسا والمملكة المتحدة، تغيرت على إثرها ملكية سانت لوسيا أربعة عشر مرة حتى حلول عام 1814 ، عندما أصبحت الجزيرة بريطانية رسميا.
بسبب الموقع الجغرافي لجزيرة دومينيكا الواقعة بين مارتينيك وغوادلوب، أصبحت فرنسا تدريجيا القوة السائدة على أرض الجزيرة، إلى غاية تحولها إلى رسميا مستعمرة فرنسية.لكن وبحلول سنة 1763 تحولت ملكية الجزيرة إلى المملكة المتحدة، بعد أن وقعت فرنسا معاهدة باريس، التي أنهت سبع سنوات طويلة من الحرب ضد بريطانيا.
خلال الثورة الأمريكية، قام الفرنسيون في سنة 1778 بغزو الجزيرة بالتعاون مع سكانها، الذين كان أغلبهم من أصل فرنسي.لكن معاهدة باريس (1783) وضعت حداً للحرب، وأرجعت الجزيرة إلى بريطانيا العظمى. لتقوم فيما بعد العديد من المحاولات الفرنسية الأخرى خلال عامي 1795 و 1805 هدفت إلى غزو الجزيرة، لكنها باءت كلها بالفشل.
في سانت دومينغو، واجه الفرنسيون صراعا شرسا مع العبيد (الثورة الهايتية).حيث بدأت ثورة السود في أغسطس من سنة1791 تحت قيادة ثلة كن زعماءهم -أهمهم توسان لوفرتور- إنتقل خلال ذلك السود من الثورة إلى حرب التحرير، ضد الاسبان في سانت دومينغو، وأيضا ضد جمهورية فرنسا الجديدة.أثناء ذلك إختار العديد من البيض الملكيين دعم البريطانيين أو الاسبان .في المقابل خاض السوح انتفاضة شعبية في الجزء الشرقي من سانت دومينغو .
بعد تولي نابليون الأول زمام الأمور في فرنسا سنة 1799، أرسل إلى هاييتي جيشا مكونا من عشرين ألف رجل بقيادة صهره الجنرال تشارلز ليكليرك، بهدف استعادة الحكم الاستعماري الفرنسي مرّة أخرى، قام الجيش خلال ذلك باعتقال توسان وتم الزج به في السجن ومن ثم أُرسل إلى فرنسا.
وقع الكثير من أفراد الجيش الفرنسي ضحية لمرض الحمى الصفراء؛ ماعرض الجيش الفرنسي للهزيمة على يد السود في 18 نوفمبر 1803 خلال معركة فيرتيرس .إنتهت الحرب أخيرا وتم الإعلان عن استقلال هايتي في 1 يناير 1804. بعد أن خلفت ثورة العبيد أكثر من 100 ألف قتيل من السود، وحوالي 24 ألفًا من البيض.

## أمريكا الجنوبية

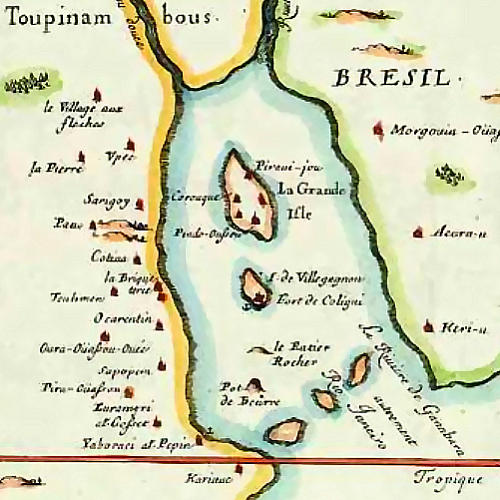
خريطة فرنسا أنتاركتيكا.

حاولت مجموعة من الهوغونوتيون، تحت إشراف نائب الأدميرال نيكولا دوراند دو فيليغيونون ، خلال الفترة الممتدة من 1555 إلى 1567 ، إنشاء مستعمرة فرنسا أنتاركتيكا في الإقليم الذي يعرف حاليا باسم البرازيل (في خليج ريو)، لكنهم سرعان ما طردو من طرف البرتغاليين.
قامت فرنسا بمحاولة ثانية لاستعمار الساحل الشرقي لأمريكا الجنوبية سنة 1612. وعلى عكس مستعمرة فرنسا الأنتاركتيكا، لم تكن هذه المرة المستعمرة فرنسا إكينوكتيال بدافع الهروب من الاضطهاد الديني.بدء ذلك عندما غادرت بعثة فرنسية منطقة كانكال الواقعة في بريتاني، على متن سفينة تحت قيادة دانيال دو لا توش، سيور لا رافارديري، رفقة 500 مستوطن على متنها، فوصلت إلى الساحل الشمالي لما يعرف حاليا باسم مارانهاو في البرازيل.بالرغم من ذلك لم تستمر المستعمرة طويلا، بعد ان حشد البرتغاليون جيوشهم من بيرنامبوكو، وقامو بطرد المستوطنين الفرنسيين سنة 1615.

### غويانا الفرنسية
إستعمرت فرنسا إقليم غويانا لأول مرة سنة 1604 ، لكنها سرعان ما تخلت عن المستعمرة بعد تعرضها لهجمات متكررة من الهنود الأمريكيين، وأيضا بسبب الأمراض المدارية التي خلفت عددا من  الضحايا في صفوف الفرنسيين.قام الفرنسيون بحلول سنة 1643 بتأسيس مدينة كايين، ثم تخلو عنها فيما بعد نتيجة لنفس الأسباب .و في سنة 1652 ، حاولت شركة فرنسا الإكينوكسيالية أن تستقر بها، فتم خلال هذه الفترة إدخال أول العبيد السود إلى غويانا.
في سنة 1654 ، احتل الهولنديون المنطقة وإستحدثو مزارع لقصب السكر.في عام 1664 ، أرسلت فرنسا أسطولا بحريا قويا تحت إشراف جان بابتيست كولبير صوب سواحل الإقليم بغرض إنشاء مستعمرة، هذه الأخيرة التي تعرضت لهجوم الإنجليز سنة 1667 .بعد سبع سنوات من ذلك وتحديدا  في سنة 1674 تمكنت الإمبراطورية الاستعمارية من إستئناف سيطرتها على مدينة كايين.
في سنة 1763، بعد انتهاء حرب السبع سنوات، قرر الدوق إيتان دي شواسيول إنشاء مستعمرة في غويانا أطلق عليها غويانا الفرنسية من أجل الوقوف في وجه التوسع السياسي والاقتصادي والديموغرافي للمستعمرات البريطانية المنافسة في أمريكا الشمالية.هذه المستعمرة التي قال بأنها ستكون بدون عبيد، وترتكز على تشريعات جديدة .فتم تحميل ما يقرب من 17000 من الرجال والنساء، معظمهم من منطقة راينلاند بالاتينات ووبدرجة أقل من الألزاسو الراين، على متن سفن متجهة صوب المستعمرة الجديدة.
تعرضت هذه الحملة من جديد للفشل، خاصة بعد أن توفي حوالي 60 ٪ من من كان على متن السفينة (حوالي 10 آلاف نسمة) بسبب الأمراض (الزحار والحمى الصفراء والزهري) والبعوض (الملاريا). أخرى للفشل .
بعد هذا الفشل، خلفه أخرون وتمكنوا من بناء المستعمرة وتثبت الساكنة عليها على غرار فيدمونت ثم بيير فيكتور مالويت الذي ساعده المهندس جوزيف غيسان (من أصل سويسري) الذي قام بتنفيذ برنامج طموح للإصلاح الزراعة وإدارة الأراضي.ليتمتع الإقليم بالازدهار إلى غاية اندلاع الثورة الفرنسية.
بحلول عام 1792 ، وبعدما إندلعت الثورة الفرنسية، قامت فرنسا بتحويل كايين إلى معتقل يتم ترحيل السجناء نحوه، نظرا لقساوة الظروف في المنطقة وبعدها عن فرنسا.فتم إنشاء أول سجن للأعمال الشاقة في منطقة سيناماري واستمر في الخدمة حتى حلول عام 1805 ، حينها كانت غويانا مكانا مفضلا للسلطات الفرنسية من أجل ترحيل خصومها السياسيين .
مع بدايات سنة 1852 أصبحت بلدية سان لوران دو ماروني مركزا لنظام العقوبات الذي رحل إليه زهاء 000 90 رجل و 000 2 امرأة ما بين سنتي 1852 و 1939 ، فوصلت أولى السفن المحملة بالجناء مطلع سنة 1852.
كانت الحكومة الفرنسية تقصد من وراء تشريعها لقرار ترحيل السجناء صوب غويانا الفرنسبة، خدمة هدفين أساسيان هما التخلص من المجرمين في سجونها المكتظة وفي نفس الوقت زيادة عدد سكان المستعمرة الحديثة العهد.
إلا‌ أن هذه التجربة أثبتت فشلها الذريع، حيث لم يستطع أغلب المجرمين تقويم سلوكاتهم ولا حتى عيش حياة طبيعية كمزارعين أو كتجار . بل وقد مات أغلبهم خلال مدة قصيرة جرّاء الأ‌مراض المختلفة التي لم تتعود عليها أجسادهم، أمى الباقي فقد قضى جوعا جرّاء سوء التغذية.
لانهاء هذا الوضع المزري قامت السلطات الفرنسية في سنة 1946، بإغلاق السجون في غيانا، وتم منح الأخيرة مكان في التقسيم الإداري الفرنسي باعتبارها واحدة من أقاليم ما وراء البحار الوة تابعة لفرنسا. بالإضافة لذلك لاتزال غويانا تابعة لفرنسا لحدوح اللحظة.